# Zwevegem Ladies Open 2011
Lo Zwevegem Ladies Open 2011 è stato un torneo professionistico di tennis femminile giocato sulla terra rossa. È stata l'8ª edizione del torneo, che fa parte dell'ITF Women's Circuit nell'ambito dell'ITF Women's Circuit 2011. Si è giocato a Zwevegem in Belgio dall'11 al 17 luglio 2011.

## Partecipanti

### Teste di serie
| Nazionalità | Giocatrice         | Ranking* | Testa di serie |
| ----------- | ------------------ | -------- | -------------- |
| Germania    | Mona Barthel       | 114      | 1              |
| Slovacchia  | Kristína Kučová    | 191      | 2              |
| Russia      | Ekaterina Byčkova  | 199      | 3              |
| Slovacchia  | Lenka Wienerová    | 203      | 4              |
| Giappone    | Yurika Sema        | 214      | 5              |
| Argentina   | Florencia Molinero | 216      | 6              |
| Brasile     | Ana-Clara Duarte   | 223      | 7              |
| Francia     | Anaïs Laurendon    | 228      | 8              |

- Ranking al 4 luglio 2011.

### Altre partecipanti
Giocatrici che hanno ricevuto una wild card:
- Desiree Bastianon
- Sofie Oyen
- Caroline van de Wijgaart
- Valerie Verhamme

Giocatrici che sono passate dalle qualificazioni:
- Cecilia Costa Melgar
- Céline Ghesquière
- Syna Kayser
- Lesley Kerkhove
- Franziska König
- Leonie Mekel
- Daniela Seguel
- Chihiro Takayama
- Victoire Mfoumouangana (lucky loser)

## Campionesse

### Singolare
Mihaela Buzărnescu ha battuto in finale  Bibiane Schoofs con il punteggio di 3–6, 6–2, 6–4

### Doppio
Lenka Wienerová /  Maryna Zanevs'ka hanno battuto in finale  Kim Kilsdonk /  Nicolette van Uitert con il punteggio di 6–4, 3–6, [10–7]